# Gesta triumphalia per pisanos facta
La Gesta triumphalia per pisanos facta, és el nom abreujat d'una crònica pisana coneguda pel nom de Gesta triumphalia per pisanos facta, de captione Hierusalem et civitatis Maioricarum et aliarum civitatum et de triumpho habito contra Januenses (Gestes triomfals fetes pels pisans, la presa de Jerusalem i la ciutat de Mallorca i altres ciutats i del triomf tingut contra els genovesos).
El text tracta de diverses campanyes bèl·liques medievals amb participació pisana destinada a enaltir la importància d'aquesta ciutat.

## La Croada Pisano-Catalana
La Gesta triumphalia, és la segona font en importància després del Liber Maiolichinus sobre la Croada pisano-catalana de l'any 1113-1114 contra Madina Mayūrqa acabdillada per l'arquebisbe de Niça Pere II i el comte Ramon Berenguer III de Barcelona. El text és més breu i menys detallat que el Liber Maiolichinus i dona poca rellevància als actors no pisans, fins al punt de prescindir de la intervenció de Ramon Berenguer III en la presa de la ciutat després del seu fallit intent de negociació, però aporta informacions complementàries d'interès, com és ara: la precisió de dates no indicades per les altres fonts; les característiques urbanes i de l'entorn de Yebisah (Eivissa) i; dades sobre la família de l'emir Mubàixxir Nàssir-ad-Dawla, a qui designa com Nazaradech.